# Blau de bromotimol
El blau de bromotimol, dibromotimolsulfonoftaleïna o BTB, és un compost químic indicador de pH per a àcids i bases febles. També es fa servir per observar l'activitat fotosíntètica o com indicador de la respiració (es torna groc quan s'hi afegeix CO₂). Procedeix del trifenilmetà. El blau de bromotimol actua com un àcid dèbil en la solució química. Apareix com verd blavós en solucions químiques neutres. Típicament es ven en forma sòlida. Entre altres usos es fa servir en obstetrícia per detectar una ruptura prematura de les membranes. Com que el líquid amniòtic té un pH > 7.2,el bromotimol es tornarà blau si hi contacta i així indica la presència de líquid amniòtic. La pKa pel blau de bromotimol és 7,10.

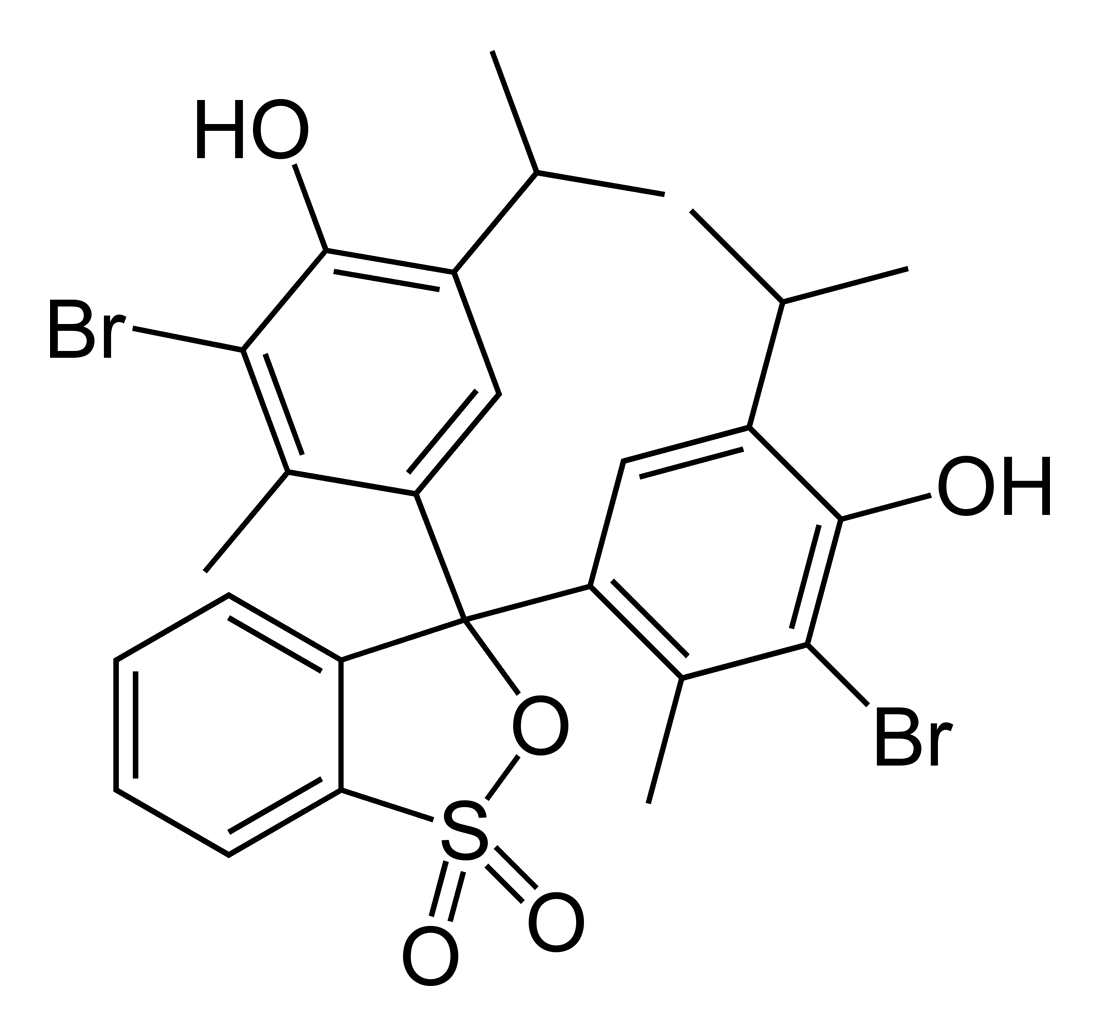
Estructura
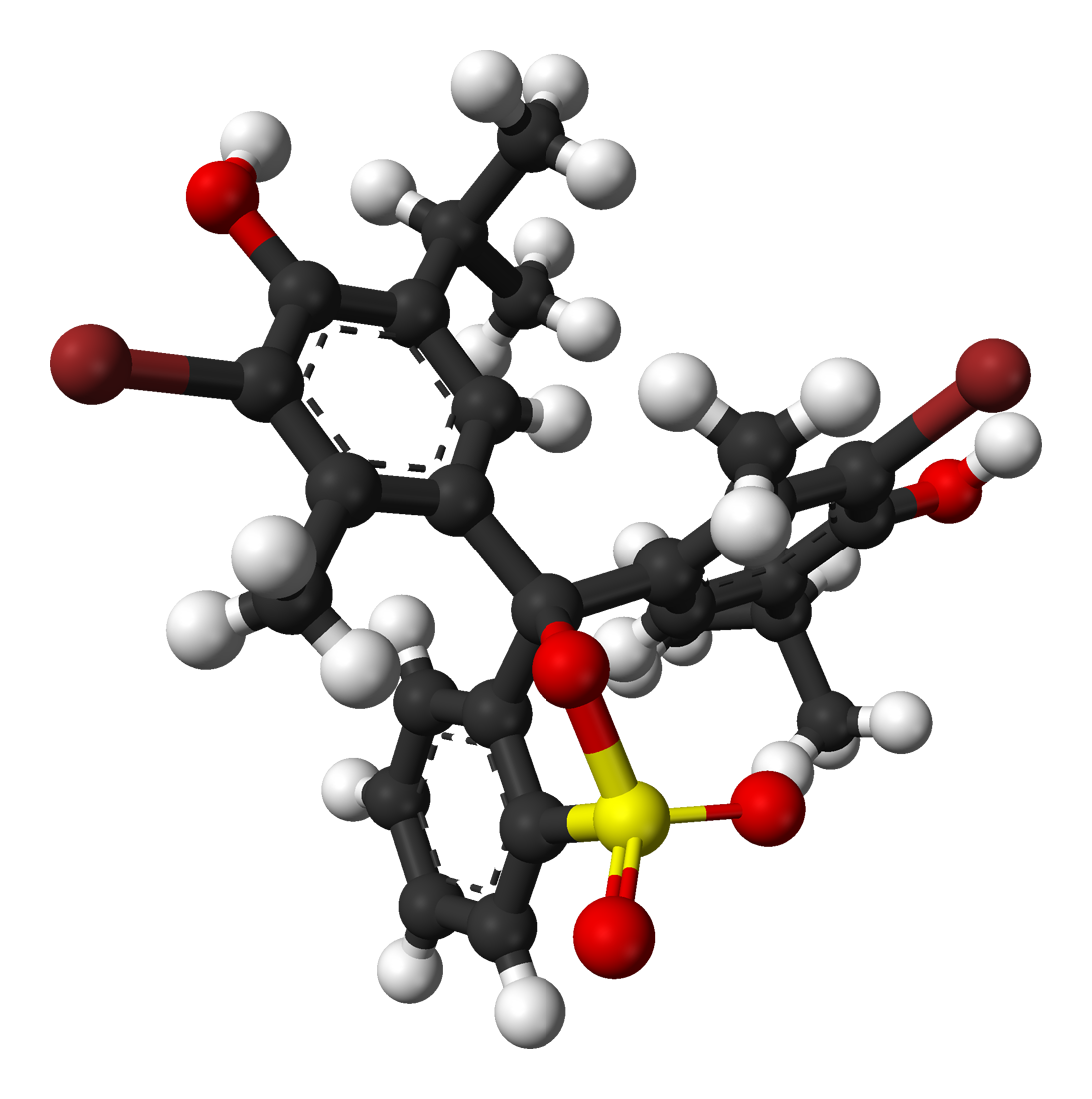
Estructura en relleu
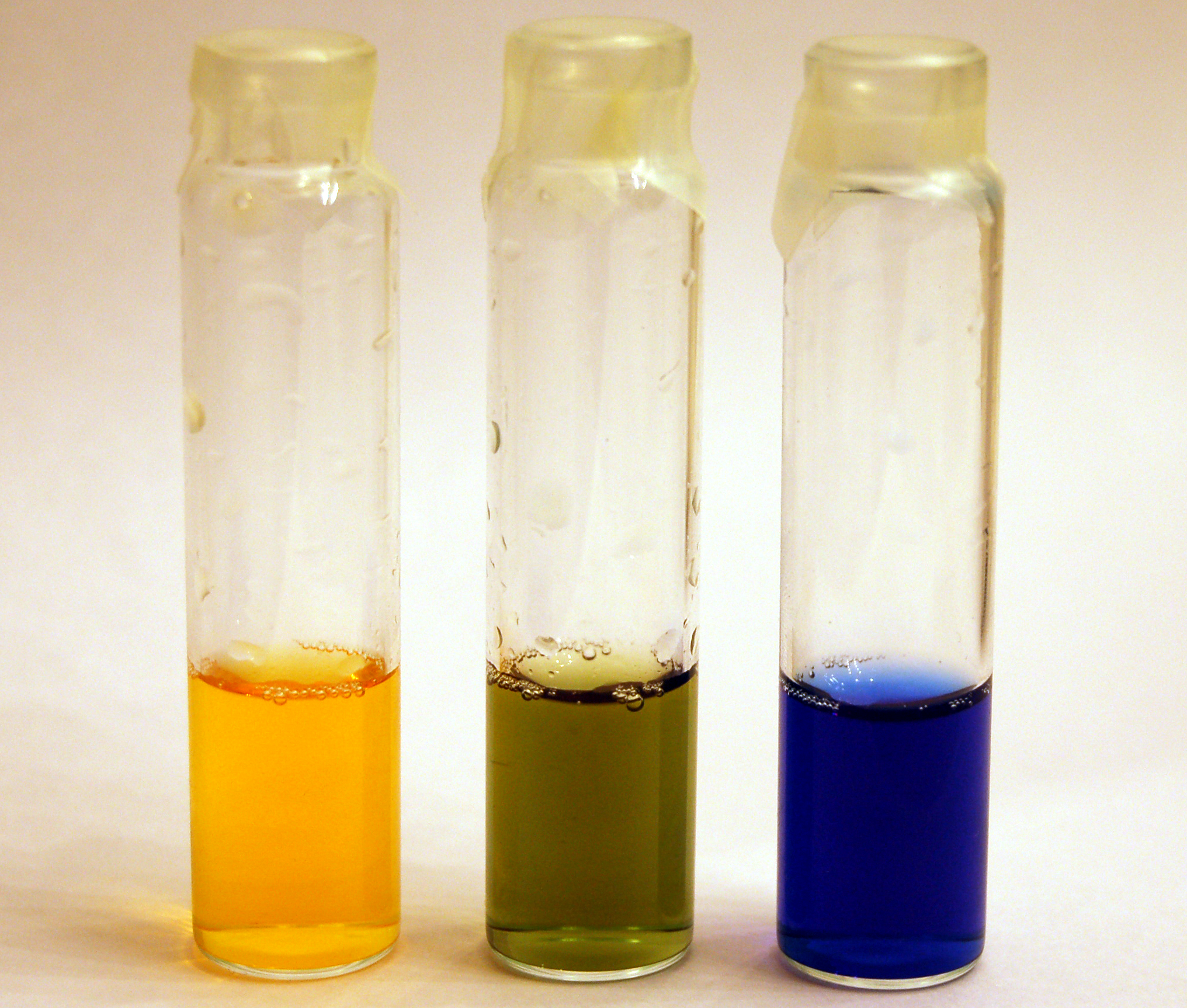
Colors indicatius. D'esquerra a dreta el color del blau de bromotimol en solucions àcides, neutres i alcalines